# Кинаэд мак Артгайл

Ирландия в VIII — первой трети IX века

Кинаэд мак Артгайл (др.‑ирл. Cináed mac Artgaile; погиб в 792) — король Коннахта (786—792) из рода Уи Бриуйн.

## Биография
Кинаэд был сыном правителя Коннахта Артгала мак Катайла, отрёкшегося от престола в 782 году и скончавшегося в 791 году. Он принадлежал к Сил Катайл, одной из частей септа Уи Бриуйн Ай. Владения семьи Кинаэда находились на территории современного графства Роскоммон.
По мнению современных историков (в том числе, Ф. Д. Бирна), Кинаэд мак Артгайл получил власть над Коннахтом в 786 году, после смерти короля Типрайте мак Тайдга из Сил Муйредайг. В то же время о Кинаэде как о короле не упоминается в ирландских анналах. Его имя также отсутствует в списках коннахтских монархов, сохранившемся в «Лейнстерской книге». Предполагается, что это могло быть связано с тем, что время правления Кинаэда пришлось на время междоусобиц, вспыхнувших после кончины короля Типрайте, когда за право на престол Коннахта боролись сразу несколько претендентов.
В 787 году в сражении при Голе войско Уи Бриуйн потерпело поражение от войска рода Уи Фиахрах. По свидетельству анналов, в битве погибли оба военачальника — Дуб-Дибейргг, сын Катала мак Муйредайга и дядя короля Кинаэда, из Уи Бриуйн и король Уи Фиахрах Катмуг (или Коннмах), сын Донн Котайда мак Катайла.
В этом же году люди из Уи Фиахрах Муриски убили многих из рода Уи Бриуйн Умайлл, включая и короля Флатгала мак Фланнабрая. Это первое упоминание об Уи Бриуйн Умайлл в средневековых исторических источниках.
Стремясь заручиться поддержкой ирландского духовенства, Кинаэд мак Артгайл, подобно своему отцу, в 788 году «провозгласил закон Киарана». На этой церемонии было объявлено об обязательном исполнении в королевстве разработанных в монастыре Клонмакнойс правил, устанавливавших систему штрафов за различные преступления.
В 789 году анналы упоминают о новом междоусобии среди коннахтцев, сообщая о поражении в сражении при Друйм Гойсе и бегстве с поля боя Фогартаха мак Катайла, дяди Кинаэда мак Артгайла. В том же году люди из Уи Айлелло произвели «резню» в племени луигни, победив их в сражении при Ахад Абле, а в 790 году разбили луигни около Ат Ройса и убили их короля Дуб-да-Туата.
Сам Кинаэд мак Артгайл в 792 году потерпел поражение в сражении при Срут Клуана Аргае (современном Клунаргиде в графстве Роскоммон) и пал на поле боя. Его победителем был Муиргиус мак Томмалтайг из Сил Муйредайг. В «Анналах Ульстера» сообщается, что с этого события началось правление в Коннахте короля Муиргиуса, хотя на основании данных «Анналов Инишфаллена» современные историки предполагают, что преемником Кинаэда мог быть Колла мак Форгуссо.